# New Scientist
New Scientist es una revista internacional de divulgación científica, con una periodicidad semanal, que cubre los avances recientes en ciencia y tecnología para una audiencia angloparlante. Fundada en 1956, es publicada por Reed Business Information, una subsidiaria de Reed Elsevier. New Scientist ha mantenido una página web desde 1996 donde publica noticias diarias. 
Además de cubrir eventos y noticias en curso en la comunidad científica, la revista a menudo presenta artículos especulativos, que van de lo técnico a lo filosófico. También incluye regularmente noticias y comentarios sobre temas medioambientales, tales como el cambio climático.
Si bien no se trata de una revista científica arbitrada, es leída tanto por científicos como por no científicos, como medio para mantenerse al día de los avances fuera de sus propios campos de estudio o áreas de interés.
Con una sede central en Londres, New Scientist cuenta con una edición estadounidense y otra australiana, además de la original británica.